# Kobiety są gorące
Kobiety są gorące – debiutancki singel Norbiego, wydany w 1997 i umieszczony na jego pierwszym albumie studyjnym, zatytułowanym Samertajm. Piosenkę napisał Norbi we współpracy z kompozytorem, Marcinem Wawrukiem, zaś jej producentem jest Piotr Siejka.
W utworze można usłyszeć powtarzającą się, początkową linię melodyczną piosenki September zespołu Earth, Wind & Fire.

## Notowania
Pozycje na listach airplay
| Kraj   | Lista (1997-1998) | Najwyższa pozycja |
| ------ | ----------------- | ----------------- |
| Polska | AirPlay – Top     | 12                |
| Polska | AirPlay – Nowości | 2                 |

Pozycje na radiowych listach przebojów
| Kraj   | Lista (1997-1998)                                    | Najwyższa pozycja |
| ------ | ---------------------------------------------------- | ----------------- |
| Polska | Radio Koszalin (Złota Trzydziestka)                  | 2                 |
| Polska | RMF FM Przebój roku RMF FM                           | 1                 |
| Polska | Polskie Radio Rzeszów (Lista przebojów)              | 4                 |
| Polska | Radio Zet (Lista przebojów)                          | 1                 |
| Polska | Radio PiK (Lista Przebojów Polskiego Radia PiK)      | 20                |
| Polska | Polskie Radio Szczecin (Szczecińska Lista Przebojów) | 30                |

## Nagrody i nominacje
| Rok  | Konkurs                                    | Kategoria                                 | Rezultat   |
| ---- | ------------------------------------------ | ----------------------------------------- | ---------- |
| 1998 | Krajowy Festiwal Piosenki Polskiej w Opolu | Polski hit                                | 1. miejsce |
| 2000 | Fryderyki 2000                             | Album Roku – dance / techno / elektronika | Nominacja  |